# دایکی واتاری
دایکی واتاری (انگلیسی: Daiki Watari؛ زادهٔ ۲۵ ژوئن ۱۹۹۳) بازیکن فوتبال اهل ژاپن است.